# Індекс ротації фауни
Індекс ротації біоти (Index of biota rotation) — оцінка змін складу біотичних угруповань або регіональних фаун упродовж певного часу.
У вихідній версії запропонований як показник, що дозволяє оцінити історичні зміни регіональної фауни. За змістом є відношенням півсуми зниклих і доданих видів до базового вихідного списку фауни: IFR = [ (Extinct + Alien)/2 ] / Bas. Показник виражають в процентах змін списку фауни і для отримання порівняльних даних виражають величиною, нормованою до 100-річного періоду. 
Індекс запропоновано при вивченні змін фауни дрібних ссавців Провальського степу і апробовано на багатьох регіональних переліках фауни. Ротація розглядається як базова особливість біотичних угруповань, їхня імманентна властивість. Вона проявляється як у сезонній динаміці складу фауни (напр. складу птахів, який взимку інший, ніж влітку, за рахунок не тільки відльоту одних видів, але й прильоту інших), так і локальних змін угруповань, пов'язаних з сукцесіями (напр. заростання луків і формування чагарниково-деревних угруповань з відповідною фауною). Проте найважливішими для дослідників виявляються зміни, пов'язані з багаторічними змінами фауни, які полягають у кількох одночасних процесах:
- природним зникненням окремих видів внаслідок зміщення ареалів,
- прямим винищенням людиною окремих видів або географічних популяцій,
- зміщеннями меж природних зон внаслідок глобальних кліматичних змін,
- експансії (розширення) ареалів видів, що раніше були відомі на суміжних територіях,
- інвазії (вторгнення) чужорідних видів внаслідок руйнування природних бар'єрів,
- інтродукції чужорідних видів в природу з інших далеких регіонів,
- втечі з культури та стихійна натуралізація чужорідних видів.